# Термессос
Терме́ссос — античный город, расположенный на юго-востоке исторической области Писидия на территории современной Турции.

## История
Город был основан представителями древнего народа — солимами, которые населяли, согласно Геродоту окрестные земли, называемые Милиадой до прихода новых поселенцев с запада — ликийцев.
В VI веке до н. э., во времена персидского царя Кира II, Малая Азия попадает под власть Персидской империи.
В мае 334 года до н. э. Александр Македонский переправился через Геллеспонт. Начался завоевательный поход греков против персов.
В 333 году до н. э. войска Александра по дороге от Перге во Фригию, подступили к Термессосу и начали осаду, но из-за ожесточённого сопротивления жителей, а также, благодаря тому, что город расположен в труднодоступном месте, быстрой победы достичь не удалось. Александр, не желая терять времени и нести потери в войсках, принимает решение снять осаду и занять более доступный соседний Сагалас.
После смерти Александра, между его полководцами — диадохами возникает борьба за сферы влияния внутри образовавшейся империи (войны диадохов).
Интересный эпизод из истории Термессоса в этот период доносит до нас Диодор Сицилийский.

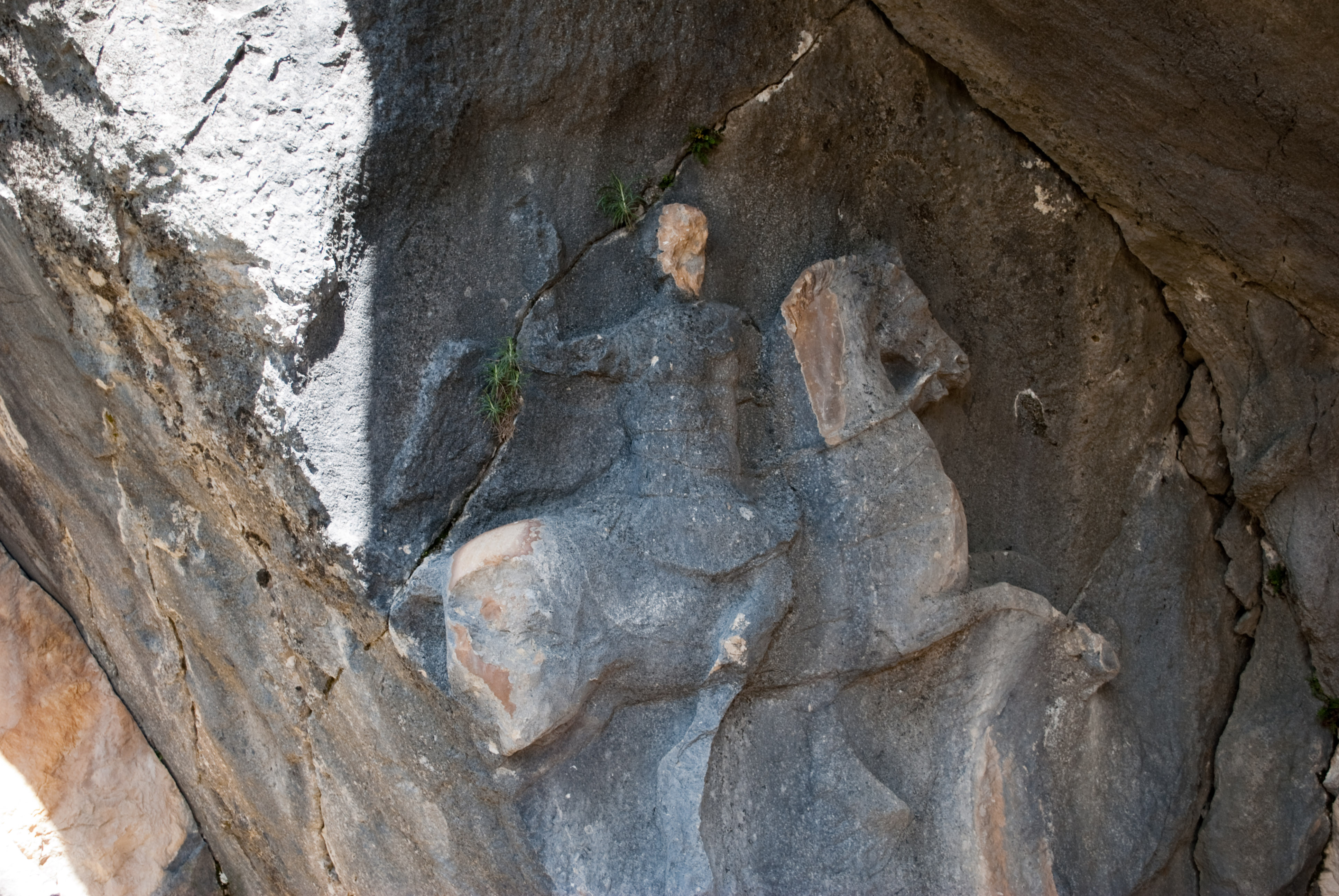
Фрагмент «гробницы Алкета»

Около 319 года до н. э. один из диадохов, Антигон I Одноглазый, нанёс поражение в битве войскам, возглавляемым Алкетом, братом другого диадоха — Пердикки. Алкет с оставшимися сторонниками укрылся в Термессосе. Когда Антигон с войском подступил к городу и потребовал выдачи укрывшихся, среди старейшин и молодёжи города возник конфликт. Старейшины выступали за выдачу Алкета, объясняя это тем, что не следует ввязывать город в войну из-за одного македонянина, тогда как молодёжь решительно этому возражала. Тогда старейшины вошли в тайное соглашение с Антигоном, попросив его изобразить нападение на город, чтобы отвлечь молодых воинов. Во время этого «нападения», когда Алкет остался в одиночестве, его попытались схватить представители старейшин, но тот, не желая попадать в руки к врагу живым, покончил с собой. Тело Алкета было тайно вынесено из города и передано Антигону. После того как осада была снята, молодые воины вернувшись, узнали, что произошло с Алкетом. В лагере Антигона они разыскали брошенное тело Алкета и захоронили, оказав ему высокие почести.
Страбон, ссылаясь на Артемидора Эфесского перечисляет Термессос в списке писидийских городов.
Во II столетии до н. э. Термессос находился в состоянии конфликта с соседними городами Ликийского союза. В 189 году до н. э. жители Термессоса захватили город Исинда, входящий в союз. Однако, после обращения пострадавшей стороны к римским властям, консул Гней Манлий Вульсон, командовавший в то время войсками в Малой Азии вернул город Ликийскому союзу.
Предположительно, после сильного землетрясения в 243 году, разрушившего систему водоснабжения город был покинут жителями.

## Достопримечательности
- Театр[6].

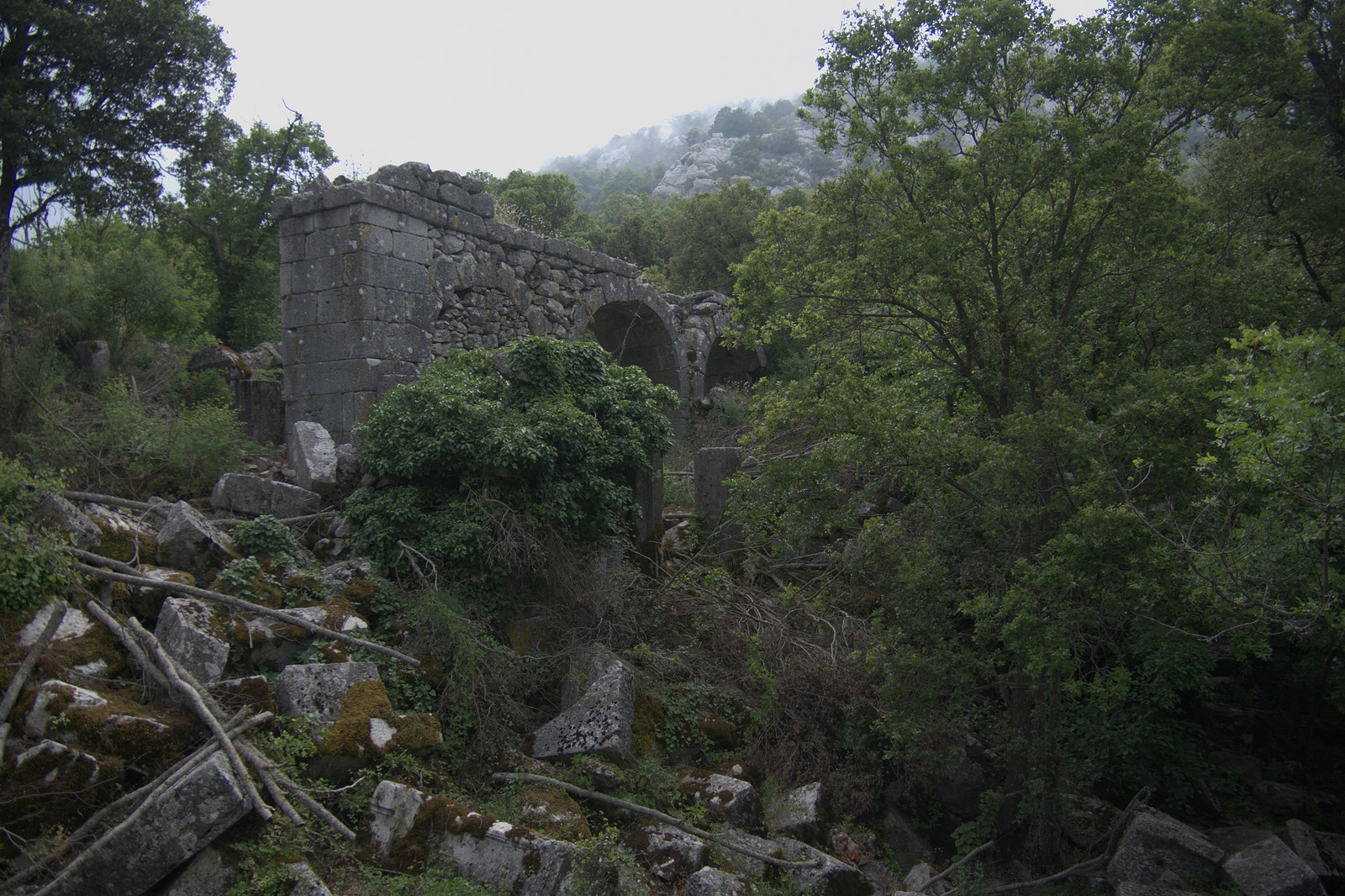
Остатки акведука

- Здание городского совета (Булевтерион).
- Улица с колоннадой.
- Храм Артемиды.
- Храм Зевса.
- Храм Геры.
- Система подземных цистерн.
- Гробница Алкета[7][8].
- Комплекс скальных гробниц ликийского типа.
- Ворота Адриана.

## Примечания

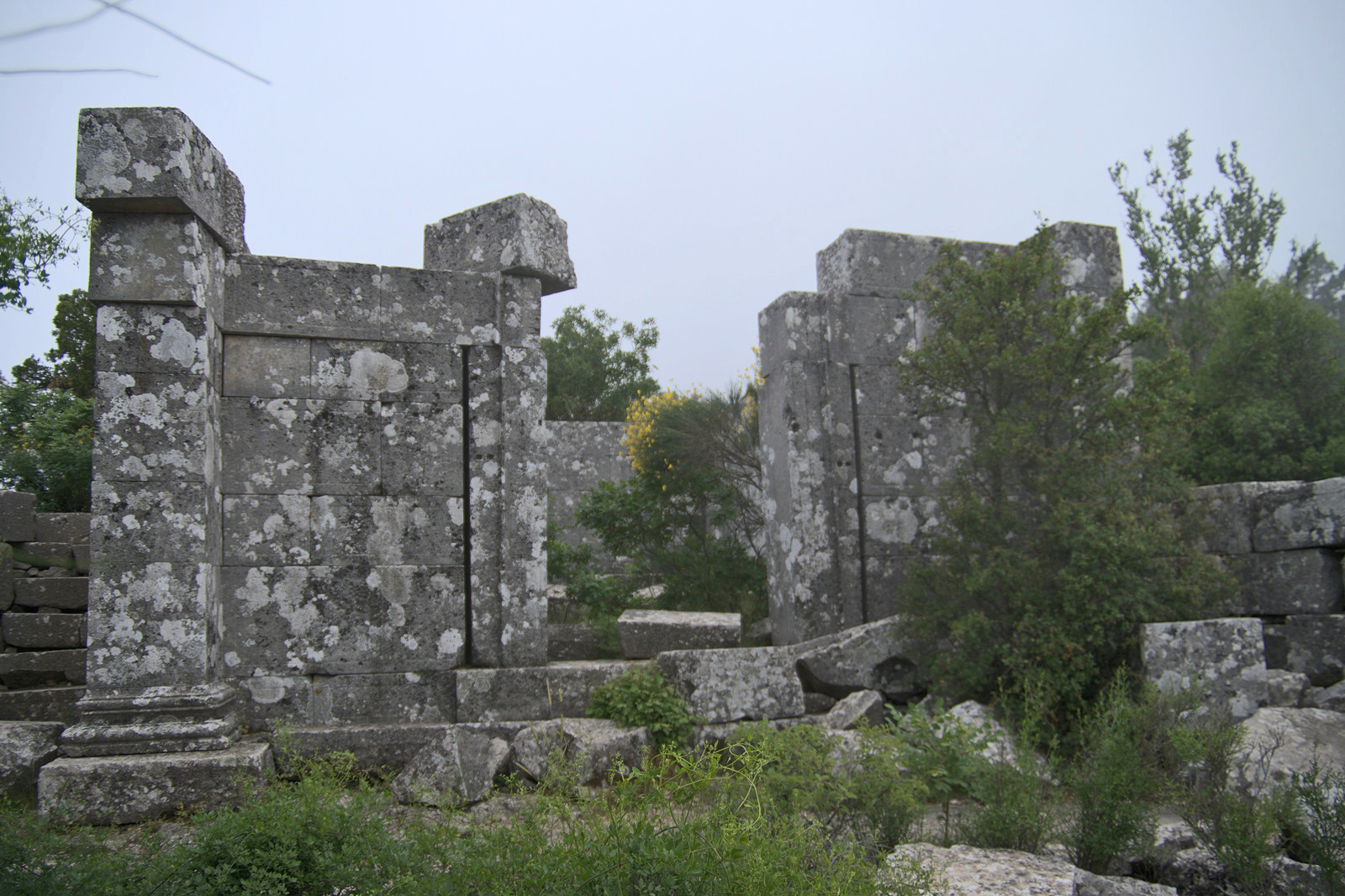
Храм Артемиды